# Åttstrimmig fjärilsfisk
Åttstrimmig fjärilsfisk (Chaetodon octofasciatus) är en fiskart som beskrevs av Bloch, 1787. Åttstrimmig fjärilsfisk ingår i släktet Chaetodon och familjen Chaetodontidae. Inga underarter finns listade i Catalogue of Life.
Denna fisk förekommer kring Sydostasien, södra Japan, östra Indien, Nya Guinea och norra Australien. Den dyker till ett djup av 20 meter. Exemplaren vistas ofta i laguner eller vid korallrev. Vuxna exemplar lever ensam, lever i par eller bilder små flockar. Ungdjur gömmer sig ofta bakom koraller av släktet Acropora.
Arten hotas av klimatförändringar som medför att antalet korallrev minskar. Åttstrimmig fjärilsfisk är fortfarande vanligt förekommande. IUCN kategoriserar arten globalt som livskraftig.

## Bildgalleri

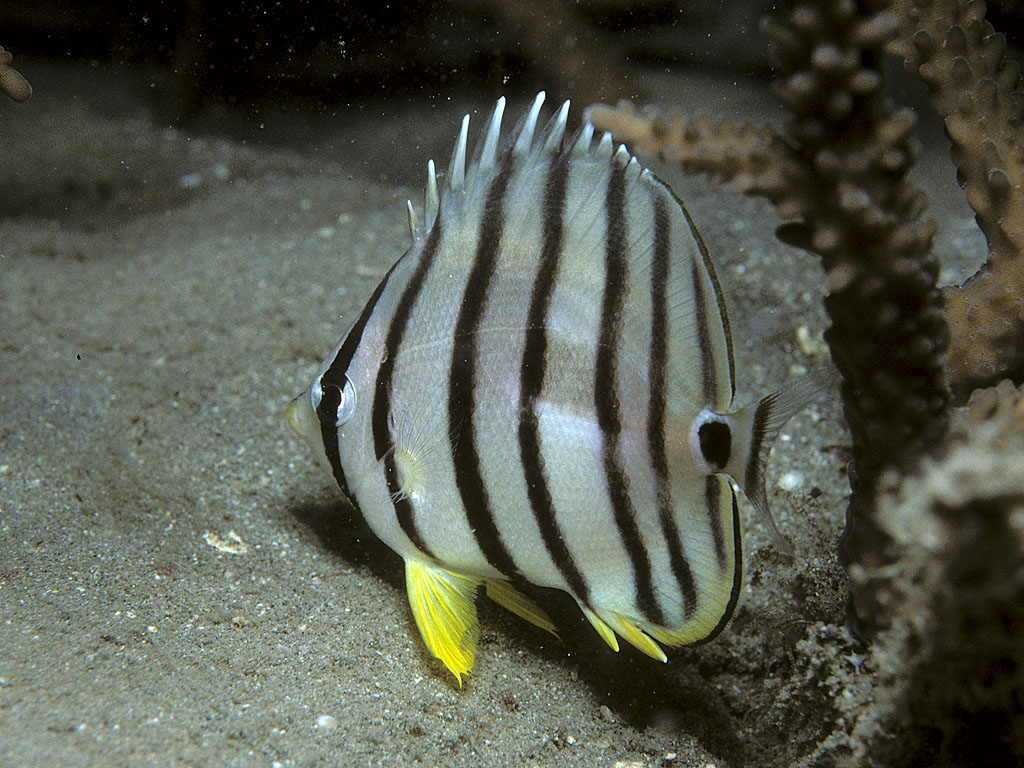
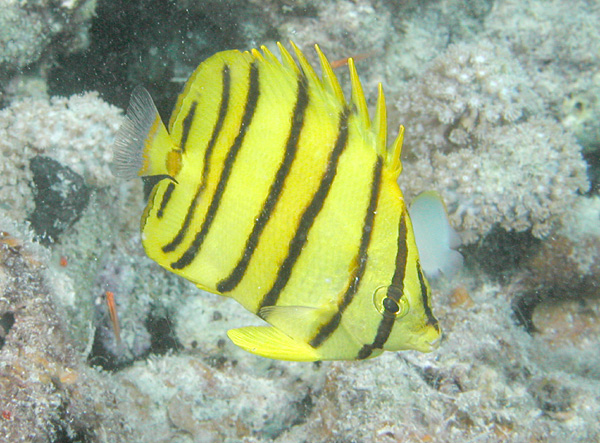